# Urupe guaduae
Urupe guaduae är en svampart som beskrevs av Viégas 1944. Urupe guaduae ingår i släktet Urupe och familjen Meliolaceae.   Inga underarter finns listade i Catalogue of Life.